# Kot tonkijski

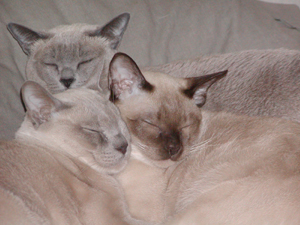
Od góry zdjęcia: Blue Point, Platinum Mink i Champagne Mink.

Kot tonkijski, kot tonkiński – rasa kota.

## Pochodzenie
Rasa kotów tonkijskich została wyhodowana kilkadziesiąt lat temu. Z początku wiadomo było tylko, że rasa ta jest spokrewniona z kotami syjamskimi, teraz już wiadomo, że jest to krzyżówka kota syjamskiego z burmańskim. W latach 80. XX w. Związek Hodowców Kotów Rasowych w USA uznał koty tonkijskie za odrębną rasę. FIFe (Międzynarodowa Federacja Felinologiczna) nie uznaje ich do tej pory.
W Polsce pierwszym kotem tonkijskim był kocur Hades Ton Carry*pl, który został wyhodowany przez pana Tomasza Kordalskiego z Lublina.Kocur ten powstał ze skrzyżowania kotki syjamskiej z oznaczeniami seal o imieniu Sonia i rudego kocura burmańskiego CH Harry`ego Fox CS importowanego z Czech. W 2000 roku poszerzyła skąpą pulę genetyczną polskich tonek pani Anita Markowska ( hodowla Tin-Ton*pl ) sprowadzając ze Stanów Zjednoczonych kocura o imieniu Gulfcats Sand Dollar w kolorze solid platynowy.
Rozróżnia się dwa główne typy tych kotów. Bardziej znany kot amerykański ma bardziej zaokrąglony łepek, mniejsze uszy i dość krępą sylwetkę, natomiast kot angielski ma lżejszą budowę ciała, bardziej wydłużony pyszczek i większe uszy.

## Charakter
Koty tonkijskie uważa się za najbardziej przyjazne i życzliwe koty krótkowłose. Mają duży temperament i są bardzo energiczne. Są bardzo przywiązane do swoich opiekunów i nie wyróżniają żadnego domownika. Bardzo lubią dzieci, pieszczoty i zabawy. Są inteligentnymi, ciekawskimi i towarzyskimi kotami. Koty tonkijskie są odważne, nie stresują ich nieznane sytuacje ani dźwięki. W swoich postanowieniach potrafią być uparte i konsekwentne.

## Pielęgnacja
Futro tych kotów bardzo łatwo utrzymać w dobrym stanie. Wystarczy przecierać je szmatką lub specjalną rękawicą, nadając mu połysk i wyczesywać raz na kilka dni, aby usunąć martwy włos. Pokarm powinien być urozmaicony, dostosowany do wieku i aktywności kota. Można też im podawać gotowe karmy oraz produkty naturalne.